# Moknine
Moknine (المكنين in arabo) è una città che si distingue per la sua importanza storica, culturale e sociale in Tunisia. Situata nel cuore del Sahel tunisino, precisamente nel governatorato di Monastir, Moknine si trova in una posizione strategica, a metà strada tra due città storiche di grande rilevanza, Monastir e Mahdia. Questo la rende un punto di connessione fondamentale nella regione, un crocevia di tradizioni, cultura e commercio, che ha visto la sua evoluzione nel corso dei secoli.

## Storia
La storia di Moknine è segnata da eventi che hanno contribuito a definire l’identità e la resistenza della città. Una delle tappe più significative del suo passato è legata alla lotta contro l'occupazione coloniale francese. Durante gli anni difficili della resistenza tunisina, Moknine si distinse per il suo spirito di protesta e per il coraggio dimostrato dai suoi abitanti. Un episodio particolarmente tragico e determinante avvenne il 5 settembre 1934, quando un gruppo di manifestanti si radunò per protestare contro l'arresto e la deportazione dei leader del partito Neo-Destour, che era il principale movimento politico che lottava per l'indipendenza della Tunisia. Il governo coloniale rispose con una violenta repressione, che portò alla morte di molti cittadini di Moknine, i quali stavano cercando di difendere la propria libertà e di sostenere la causa dell'indipendenza. Questo episodio è ancora oggi ricordato con grande rispetto e orgoglio dalla popolazione locale, come simbolo della lotta per la libertà e della resistenza contro l'oppressione.

Il legame tra Moknine e la storia della lotta per l’indipendenza tunisina è quindi profondo e significativo. La città non è solo un luogo di memoria per il popolo tunisino, ma anche un simbolo di determinazione e di resistenza collettiva. Questa parte della sua storia ha contribuito a cementare il legame tra Moknine e la nazione tunisina, rendendola una città fondamentale nel contesto storico della Tunisia moderna.

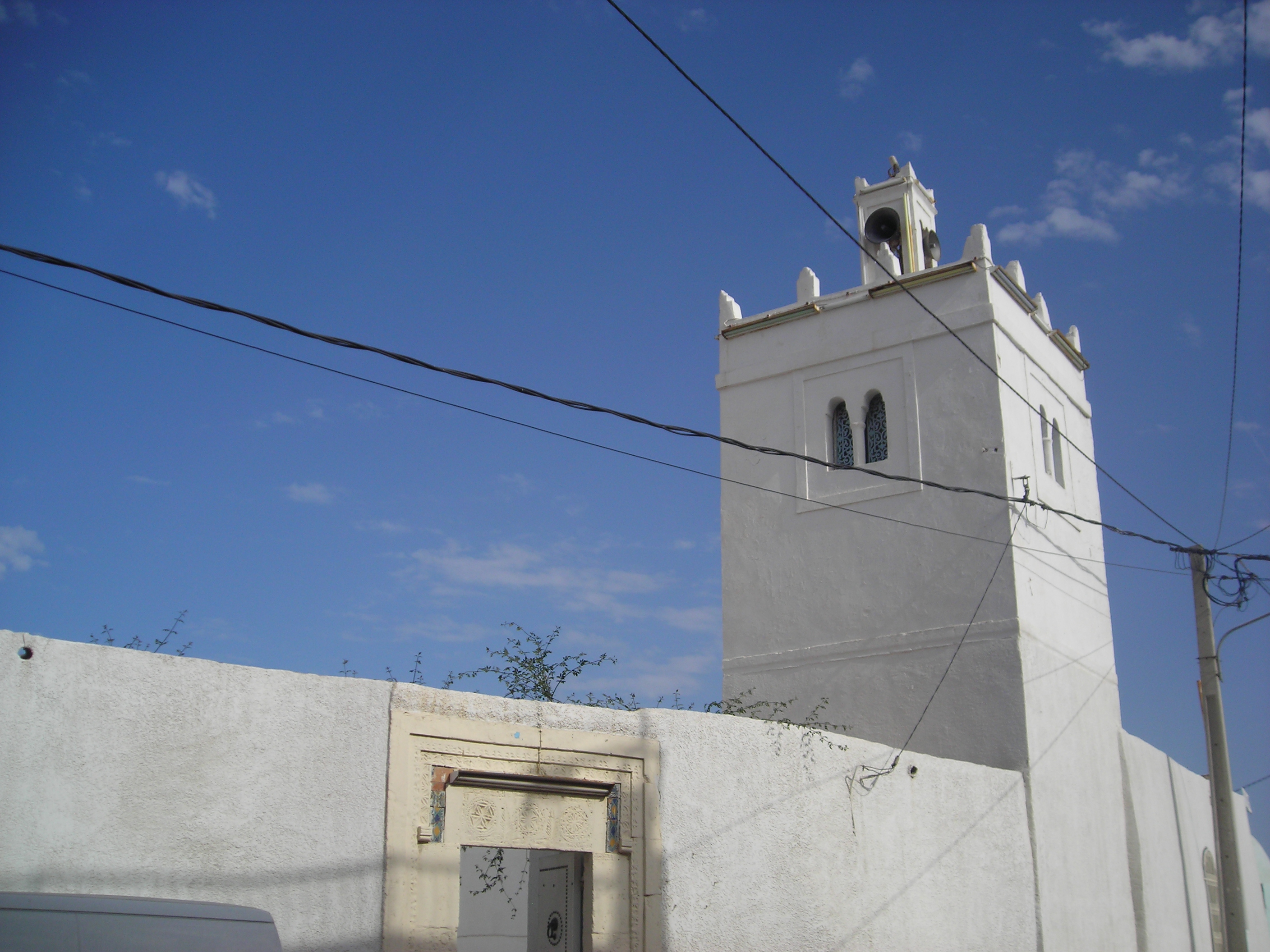
Uno scorcio della moschea Sidi Bou Abana.

## Cultura
Oltre alla sua rilevanza storica, Moknine è anche un importante centro culturale e religioso, ricco di tradizioni che affondano le radici nei secoli. Uno dei luoghi di culto più significativi della città è la moschea Sidi Bou Abana, che risale al XIII secolo. Questa moschea è non solo un importante punto di riferimento religioso per la comunità musulmana della città, ma anche un simbolo dell'architettura islamica che ha caratterizzato la regione nel Medioevo. La moschea ospita un piccolo museo, che offre una panoramica sulla storia della città e sulla sua evoluzione nel corso dei secoli. Il sito è anche meta di pellegrinaggi religiosi, dove i fedeli si recano per rendere omaggio al santo dopo cui la moschea è intitolata.
In aggiunta, Moknine ha una tradizione storica legata anche alla presenza di una comunità ebrea che ha abitato la città per secoli. Questo legame culturale e religioso è testimoniato da una sinagoga, che un tempo era un luogo di culto attivo per la comunità ebraica. Tuttavia, la sinagoga è oggi in disuso, a causa dei profondi cambiamenti sociali e politici che hanno seguito la fondazione dello stato di Israele e il conseguente ritorno in patria di molti membri della comunità ebraica tunisina. Nonostante ciò, la sinagoga rimane una testimonianza della diversità culturale e religiosa che ha caratterizzato Moknine nei secoli passati.
La città è famosa anche per i suoi costumi e le sue ceramiche; sono presenti anche molte rovine bizantine, ed è sede di un museo archeologico ed etnografico inaugurato nel 2007. Una via è stata dedicata al noto ortopedico Mohamed El Kassab.